# Døde i 2001
 Der er for få eller ingen kildehenvisninger i denne artikel, hvilket er et problem. Du kan hjælpe ved at angive troværdige kilder til de påstande, som fremføres i artiklen.

Døde i 2001  er en liste over notable personer, der er afgået ved døden i 2001 . 

## Januar
| - Marie José af Belgien |

- 2. januar – Grete Fallesen, dansk skuespiller (født 1912).
- 2. januar − William P. Rogers, amerikansk politiker (født 1913).
- 5. januar − Per Høyer Hansen, dansk sportsjournalist (født 1941).
- 9. januar − Paul Vanden Boeynants, belgisk politiker (født 1919).
- 16. januar − Laurent Kabila, daværende præsident af Congo (født 1939).
- 17. januar − Sigurd Vestad, norsk langrendsløber (født 1907).
- 20. januar – Rønnaug Alten, norsk skuespillerinde (født 1910).
- 23. januar – Poul M. Volther, dansk designer (født 1923).
- 24. januar – Leif Thybo, dansk komponist (født 1922).
- 24. januar – Sverri Egholm, færøsk skuespiller (født 1930).
- 24. januar − Ilze Graubiņa, lettisk pianist og musikpædagog (født 1941)
- 27. januar − Marie José af Belgien, italiensk dronning (født 1906).
- 30. januar – Jean-Pierre Aumont, fransk skuespiller (født 1911).

## Februar
| - Stanley Kramer - Claude Shannon |

- 1. februar − Rudolf Kojan, norsk skihopper (født 1917).
- 3. februar – Anders Mølgaard Jensen, dansk politiker (født 1958).
- 4. februar – Mahmud Esad Coşan, Sufi-leder, forsker (født 1938).
- 4. februar – Iannis Xenakis, græsk-fransk komponist (født 1922).
- 4. februar − J.J. Johnson, amerikansk jazzbasunist (født 1924).
- 6. februar – Geoffrey Bibby, engelskfødt arkæolog (født 1917).
- 7. februar – Godfred Hartmann, dansk forlægger og forfatter (født 1913).
- 7. februar – Dieter Dengler, tysk-født, amerikansk kamppilot under Vietnamkrigen (født 1938).
- 8. februar − Ivo Caprino, norsk filmproducent (født 1920).
- 9. februar – Herbert Simon, amerikansk økonom og nobelprismodtager (født 1916).
- 9. februar – Gunnar Seidenfaden, dansk diplomat og botaniker (født 1908).
- 10. februar − Lewis Arquette, amerikansk skuespiller (født 1935).
- 11. februar − Renée de Laborde de Monpezat, grevinde og mor til Prins Henrik (født 1908).
- 12. februar − Herbert Robbins, amerikansk matematiker (født 1915).
- 14. februar − Richard Laymon, amerikansk forfatter (født 1947).
- 15. februar − Lars Rolf, svensk kunstmaler, tegner, grafiker og billedhugger (født 1923).
- 18. februar − Balthus, fransk kunstner (født 1908).
- 19. februar – Stanley Kramer, amerikansk filminstruktør (født 1913).
- 19. februar − Charles Trenet, fransk sanger (født 1913).
- 24. februar − Claude Shannon, amerikansk matematiker (født 1916).
- 25. februar − Roy Hurtigkarl, Mesterkok (født 1927).
- 26. februar − Leif Haugen, norsk langrendsløber (født 1917).
- 27. februar – Trygve Bjerkrheim,  norsk redaktør og salmedigter (født 1904).
- 27. februar – Vagn Dybdahl, dansk historiker (født 1922).

## Marts
| - Ann Sothern |

- 1. marts − Colin Webster, walisisk fodboldspiller (angriber) (født 1932).
- 2. marts − Erik Wiedemann, dansk universitetslektor, dr.phil. (født 1930).
- 3. marts – Gabriel Lisette, tchadisk politiker (født 1919).
- 7. marts − Axel Madsen, dansk organist og komponist (født 1915).
- 8. marts – Bent Hansen, dansk fodboldspiller (født 1933).
- 8. marts – Ninette de Valois, britisk ballerina (født 1898).
- 9. marts − Henry Jonsson, svensk løber (født 1912).
- 10. marts – John Hilbard, dansk filminstruktør (født 1923).
- 12. marts – Robert Ludlum, amerikansk forfatter (født 1927).
- 13. marts – Bill Bland, britisk marxist og optiker (født 1916).
- 14. marts − Erik Wilhelm Grevenkop-Castenskiold, dansk godsejer (født 1914).
- 15. marts – Ann Sothern, amerikansk skuespillerinde (født 1909).
- 16. marts – Maria von Tasnady, ungarsk sangerinde og skuespillerinde (født 1911).
- 20. marts − Ilie Verdeţ, rumænsk premierminister 1979-82 (født 1925).
- 21. marts − Claus Bork Hansen, dansk rocker (født 1963). − myrdet
- 22. marts – Søren Weiss, dansk skuespiller (født 1922).
- 23. marts – Knud Hovaldt, dansk solotrompetist (født 1926).
- 23. marts – Knud Thorbjørnsen, dansk koncertarrangør (født 1941).
- 24. marts − N.G.L. Hammond, britisk oldtidshistoriker (født 1907).
- 29. marts − John Lewis, amerikansk musiker (født 1920).
- 31. marts − David Rocastle, engelsk fodboldspiller (født 1967).

## April
| - Sonya Hedenbratt |

- 3. april – Butch Moore, irsk sanger (født 1938).
- 4. april – Liisi Oterma, finsk astronom (født 1915).
- 5. april – Sonya Hedenbratt, svensk sanger og skuespiller (født 1931).
- 7. april – David Graf, amerikansk skuespiller (født 1950).
- 8. april – Marguerite Viby, dansk skuespillerinde (født 1909).
- 9. april – Svend Andersen, dansk zoo-direktør (født 1923).
- 16. april − Horace Gwynne, canadisk bokser (født 1913).
- 20. april − Giuseppe Sinopoli, italiensk dirigent (født 1946).
- 21. april – Sam Besekow, dansk skuespiller og teaterdirektør (født 1911).
- 22. april − Ludvig Nielsen, norsk musiker (født 1906).
- 27. april − John Little, skotsk-dansk kunstner også kendt som "hiv-manden" (født 1942). − selvmord

## Maj
| - Douglas Adams |

- 2. maj – Poul Dalsager, dansk politiker (født 1929).
- 2. maj − Verner Tholsgaard, dansk skuespiller (født 1930).
- 3. maj – Peder Nyman, dansk avistegner (født 1940).
- 3. maj − Billy Higgins, amerikansk jazztrommeslager (født 1936).
- 5. maj − Simon Slåttvik, norsk skiløber (født 1917).
- 7. maj − Joseph H. Greenberg, amerikansk lingvist (født 1915).
- 8. maj − Luis Rijo, uruguayansk fodboldspiller (født 1927).
- 9. maj – Søren Strømberg, dansk skuespiller (født 1944).
- 11. maj – Douglas Adams, engelsk forfatter (født 1952).
- 12. maj – Didi, brasiliansk fodboldspiller (født 1928).
- 12. maj – Perry Como, amerikansk sanger (født 1912).
- 14. maj − Willy Schøne, dansk fodboldspiller (født 1933).
- 15. maj – Nynne Koch, dansk kvindeforsker og forfatter (født 1915).
- 15. maj − Joachim Israel, tysk/svensk sociolog (født 1920).
- 17. maj − Ikuma Dan, japansk komponist (født 1924).
- 21. maj – Erkin Bairam, cypriotisk-født new zealandsk økonom (født 1958).
- 24. maj – Javier Urruticoechea, spansk/baskisk fodboldspiller (født 1952). − bilulykke
- 26. maj – Dea Trier Mørch, dansk forfatter (født 1941).

## Juni
| - Anthony Quinn - Tove Jansson - Jack Lemmon |

- 2. juni – Peter Ronild, dansk skuespiller, journalist og forfatter (født 1928).
- 3. juni – Anthony Quinn, amerikansk skuespiller (født 1915).
- 6. juni − Douglas Lilburn, newzealandsk komponist (født 1915).
- 7. juni – Víctor Paz Estenssoro, boliviansk politiker (født 1907).
- 8. juni – Herdis Møllehave, dansk forfatter (født 1936).
- 11. juni – Marianne Kjærulff-Schmidt, dansk skuespiller (født 1942).
- 15. juni – Leif Kayser, dansk komponist (født 1919).
- 19. juni – Brigitte Kolerus, dansk skuespiller (født 1941).
- 21. juni – John Lee Hooker, amerikansk bluesmusiker (født 1917).
- 22. juni – Arbi Barajev, tjetjensk terrorist (født 1974).
- 25. juni – Sven Hillebrandt, dansk radiovært (født 1944).
- 27. juni – Tove Jansson, finsk tegner, skaber af Mumitroldene (født 1914).
- 27. juni   – Jack Lemmon, amerikansk skuespiller (født 1925).[1]
- 30. juni – Johannes Sløk, dansk historiker og oversætter (født 1916).
- 30. juni − Joe Henderson, amerikansk saxofonist (født 1937).

## Juli
| - Edward Gierek |

- 3. juli − Mordecai Richler, canadisk forfatter (født 1931).
- 16. juli – Morris, belgisk tegner (født 1923).
- 27. juli − Harold Land, amerikansk jazztenorsaxofonist (født 1928).
- 29. juli – Edward Gierek, polsk politiker (født 1913).
- 31. juli – Poul Anderson, dansk-amerikansk science-fiction-forfatter (født 1926).
- 31. juli   – Hans Lyngby Jepsen, dansk forfatter (født 1920).

## August
| - Jorge Amado - Aaliyah |

- 6. august – Jorge Amado, brasiliansk forfatter (født 1912).
- 7. august – Larry Alder, amerikansk musiker (født 1914).
- 12. august – Flemming Hasager, dansk chefredaktør (født 1913).
- 15. august – Richard Chelimo, kenyansk atletikudøver (langdistanceløber) (født 1972).
- 20. august – Fred Hoyle, amerikansk astronom (født 1915).
- 21. august − Juan Antonio Villacañas, spansk forfatter (født 1922).
- 25. august – Aaliyah, amerikansk sangerinde (født 1979) – flyulykke.
- 26. august − Marita Petersen, færøsk lagmand (født 1940).
- 29. august − Victor Jørgensen, dansk amatørbokser (født 1924).

## September
| - Nguyễn Văn Thiệu |

- 7. september – Erik Kay-Hansen, dansk direktør (født 1925).
- 11. september – Mohamed Atta, egyptisk terrorist (født 1968).
- 11. september – Satam al-Suqami, saudiarabisk terrorist (født 1976).
- 11. september – Abdulaziz al-Omari, saudiarabisk terrorist (født 1979).
- 11. september – Waleed al-Shehri, saudiarabisk terrorist (født 1978).
- 11. september – Wail al-Shehri, saudiarabisk terrorist (født 1973).
- 11. september – Marwan al-Shehhi, terrorist fra De Arabiske Emirater (født 1978).
- 11. september – Fayez Banihammad, terrorist fra De Arabiske Emirater (født 1978).
- 11. september – Ahmed al-Ghamdi, saudiarabisk terrorist (født 1979).
- 11. september – Hamza al-Ghamdi, saudiarabisk terrorist (født 1980).
- 11. september – Mohand al-Shehri, saudiarabisk terrorist (født 1979).
- 11. september – Hani Hanjour, saudiarabisk terrorist (født 1972).
- 11. september – Salem al-Hazmi, saudiarabisk terrorist (født 1981).
- 11. september – Nawaf al-Hazmi, saudiarabisk terrorist (født 1976).
- 11. september – Majed Moqed, saudiarabisk terrorist (født 1977).
- 11. september – Khalid al-Mihdhar, saudiarabisk terrorist (født 1975).
- 11. september – Ziad Jarrah, libanesisk terrorist (født 1975).
- 11. september – Ahmed al-Haznawi, saudiarabisk terrorist (født 1980).
- 11. september – Ahmed al-Nami, saudiarabisk terrorist (født 1977).
- 11. september – Saeed al-Ghamdi, saudiarabisk terrorist (født 1979).
- 11. september – John P. O'Neill, amerikansk terrorekspert (født 1952).
- 11. september – Berry Berenson, amerikansk fotograf, skuespiller og model (født 1948).
- 11. september – David Angell, amerikansk producent (født 1946).
- 11. september – Carolyn Beug, amerikansk filmskaber og producent (født 1953).
- 11. september – Nezam Hafiz, guyanesisk cricketspiller (født 1969).
- 11. september – Charles Edward Jones, amerikansk officer (født 1952).
- 11. september – Daniel M. Lewin, amerikansk matematiker og iværksætter (født 1970).
- 18. september − Sandy Saddler, amerikansk bokser (født 1926).
- 22. september – Isaac Stern, russisk-amerikansk violinist (født 1920).
- 28. september – Ejner Johansson, dansk forfatter og kunsthistoriker (født 1922).
- 29. september – Nguyễn Văn Thiệu, sydvietnamesisk general og præsident (født 1923).
- 29. september – H.C. Toft, tidligere dansk indenrigsminister (født 1914).
- 29. september – Niels-Jørgen Kaiser, dansk direktør (født 1930).

## Oktober
|  |

- 3. oktober − Nils Schiørring, dansk musikforsker (født 1910).
- 9. oktober – Herbert Ross, amerikansk skuespiller, instruktør og produceret (født 1927).
- 10. oktober − Vasilij Misjin, sovjetisk raketkonstruktør (født 1917).
- 13. oktober – Fritz Fromm, tysk håndboldspiller (født 1913).
- 14. oktober − David Kellogg Lewis, amerikansk filosof (født 1941).
- 19. oktober − Willy Strube, dansk fagforeningsmand (født 1943). − selvmord
- 23. oktober – Ken Aston, britisk fodbolddommer (født 1915).
- 23. oktober − Ismat T. Kittani, irakisk diplomat (født 1929).
- 25. oktober – Marvin Harris, amerikansk antropolog (født 1927).

## November
| - Giovanni Leone - George Harrison |

- november – Svend Fallesen, dansk ekspeditionssekretær og atlet medlem af Københavns IF (født 1919).
- 3. november − Ernst Gombrich, østrigsk/engelsk kunsthistoriker og -skribent (født 1909).
- 4. november – Barbara Gress, dansk kunstner og forfatter (født 1957).
- 8. november − Peter Laslett, britisk historiker (født 1915).
- 9. november – Giovanni Leone, italiensk politiker (født 1908).
- 10. november – Ken Kesey, amerikansk forfatter (født 1935).
- 13. november – Marius Flothuis, hollandsk komponist og musikkritikker (født 1914).
- 16. november – Tommy Flanagan, amerikansk jazzpianist (født 1930).
- 20. november – Søren Sørensen, dansk organist og professor (født 1920).
- 22. november – Norman Granz, amerikansk koncertarrangør og pladeproducent  (født 1918).
- 23. november − Gerhard Stoltenberg, tysk politiker (født 1928).
- 26. november − Nils-Aslak Valkeapää, finsk-samisk multikunstner (født 1943).
- 29. november – George Harrison, medlem af The Beatles (født 1943).

## December
| - Léopold Sédar Senghor |

- 2. december − Willie Woodburn, skotsk fodboldspiller (født 1919).
- 3. december – Dee Barton, amerikansk komponist (født 1937).
- 6. december – Carla Hansen, dansk tegner (Rasmus Klump) (født 1906).
- 11. december − Clark Mills, amerikansk bådebygger (født 1915).
- 13. december – Chuck Schuldiner, amerikansk musiker (født 1967).[2]
- 14. december − W.G. Sebald, tysk forfatter og digter (født 1944). − bilulykke
- 16. december – Villy Sørensen, dansk forfatter (født 1929).
- 17. december − Martha Mödl, tysk sopran (født 1912).
- 18. december – Gilbert Bécaud, fransk sanger og komponist (født 1927).
- 18. december – Dimitris Dragatakis, græsk komponist (født 1914).
- 20. december − Léopold Sédar Senghor, senegalesisk præsident (født 1906).
- 21. december – Karen Mundt Clemmensen, dansk arkitekt (født 1917).
- 21. december − Thomas Sebeok, amerikansk lingvist (født 1920).
- 21. december − Preben Meulengracht Sørensen, dansk forfatter og lektor (født 1940).
- 26. december − Nigel Hawthorne, sydafrikansk/britisk skuespiller (født 1929).
- 28. december − Arne Larsson, svensker, første person i verden til at få indopereret en pacemaker (født 1915).